# 18123 Паван
18123 Паван (18123 Pavan) — астероїд головного поясу, відкритий 4 липня 2000 року.
Тіссеранів параметр щодо Юпітера — 3,259.